# Lepidotrigla
Lepidotrigla es un género de peces de la familia Triglidae, del orden Scorpaeniformes. Este género marino fue descrito por primera vez en 1860 por Albert Günther.

## Especies
Especies reconocidas del género:
- Lepidotrigla abyssalis D. S. Jordan & Starks, 1904
- Lepidotrigla alata (Houttuyn, 1782)
- Lepidotrigla alcocki Regan, 1908
- Lepidotrigla annamarae del Cerro & Lloris, 1997
- Lepidotrigla argus J. D. Ogilby, 1910
- Lepidotrigla argyrosoma Fowler, 1938
- Lepidotrigla bentuviai Richards & Saksena, 1977
- Lepidotrigla bispinosa Steindachner, 1898
- Lepidotrigla brachyoptera F. W. Hutton, 1872
- Lepidotrigla cadmani Regan, 1915
- Lepidotrigla calodactyla J. D. Ogilby, 1910
- Lepidotrigla carolae Richards, 1968
- Lepidotrigla cavillone (Lacépède, 1801)
- Lepidotrigla deasoni Herre & Kauffman, 1952
- Lepidotrigla dieuzeidei Blanc & Hureau, 1973
- Lepidotrigla eydouxii Sauvage, 1878
- Lepidotrigla faurei Gilchrist & W. W. Thompson, 1914
- Lepidotrigla grandis J. D. Ogilby, 1910
- Lepidotrigla guentheri Hilgendorf, 1879
- Lepidotrigla hime Matsubara & Hiyama, 1932
- Lepidotrigla japonica (Bleeker, 1854)
- Lepidotrigla jimjoebob Richards, 1992
- Lepidotrigla kanagashira Kamohara, 1936
- Lepidotrigla kishinouyi Snyder, 1911
- Lepidotrigla larsoni del Cerro & Lloris, 1997
- Lepidotrigla lepidojugulata S. Z. Li, 1981
- Lepidotrigla longifaciata Yatou, 1981
- Lepidotrigla longimana S. Z. Li, 1981
- Lepidotrigla longipinnis Alcock, 1890
- Lepidotrigla macrobrachia Fowler, 1938
- Lepidotrigla marisinensis (Fowler, 1938)
- Lepidotrigla microptera Günther, 1873
- Lepidotrigla modesta Waite, 1899
- Lepidotrigla mulhalli W. J. Macleay, 1884
- Lepidotrigla multispinosa J. L. B. Smith, 1934
- Lepidotrigla musorstom del Cerro & Lloris, 1997
- Lepidotrigla nana del Cerro & Lloris, 1997
- Lepidotrigla oglina Fowler, 1938
- Lepidotrigla omanensis Regan, 1905
- Lepidotrigla papilio (G. Cuvier, 1829)
- Lepidotrigla pectoralis Fowler, 1938
- Lepidotrigla pleuracanthica J. Richardson, 1845
- Lepidotrigla punctipectoralis Fowler, 1938
- Lepidotrigla robinsi Richards, 1997
- Lepidotrigla russelli del Cerro & Lloris, 1995
- Lepidotrigla sayademalha Richards, 1992
- Lepidotrigla sereti del Cerro & Lloris, 1997
- Lepidotrigla spiloptera Günther, 1880
- Lepidotrigla spinosa M. F. Gomon, 1987
- Lepidotrigla umbrosa J. D. Ogilby, 1910
- Lepidotrigla vanessa (J. Richardson, 1839)
- Lepidotrigla vaubani del Cerro & Lloris, 1997
- Lepidotrigla venusta Fowler, 1938

## Galería

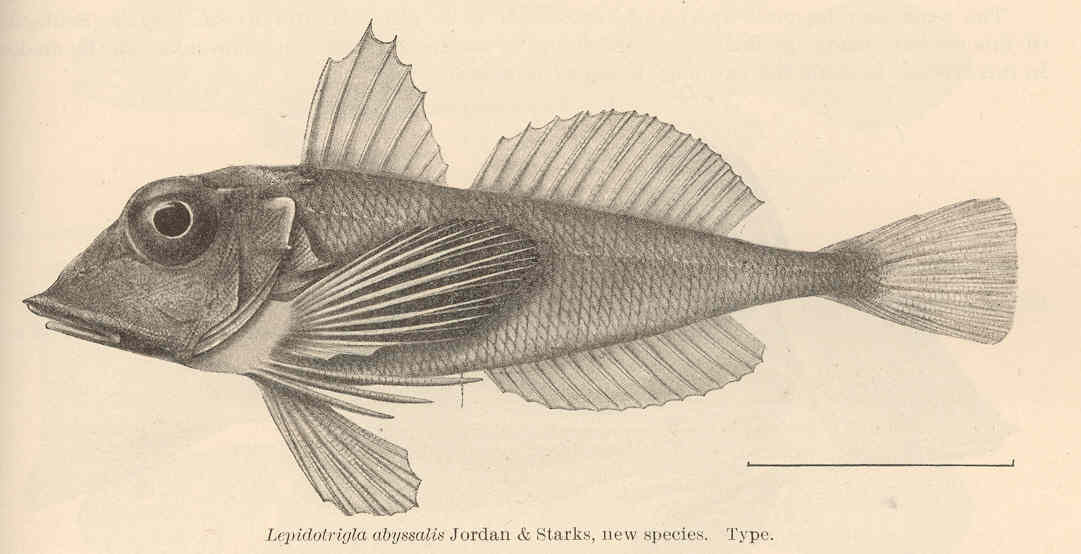
Lepidotrigia abyssalis
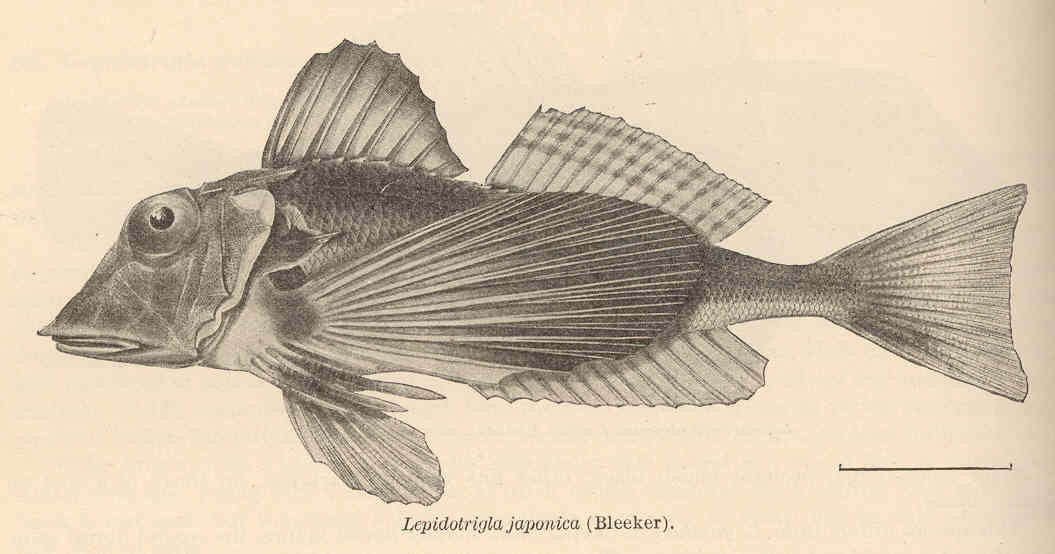
Lepidotrigia japonica
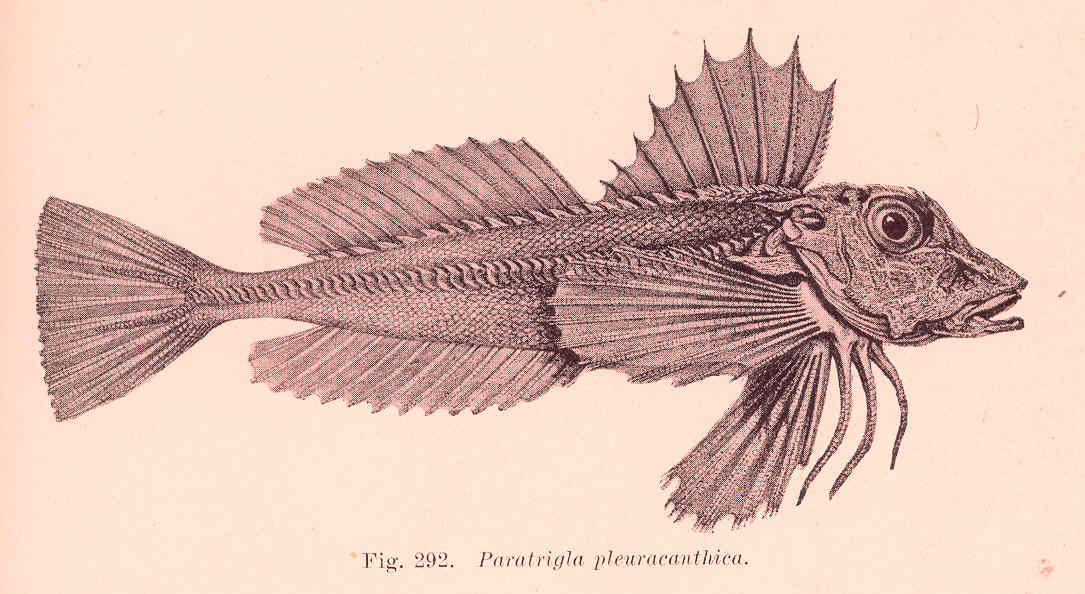
Lepidotrigla pleuracanthica
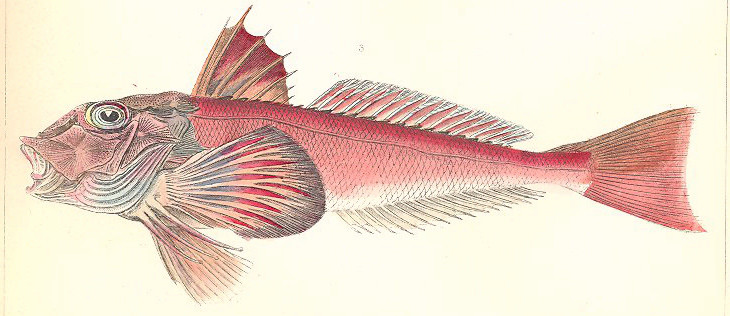
Lepidotrigla alata
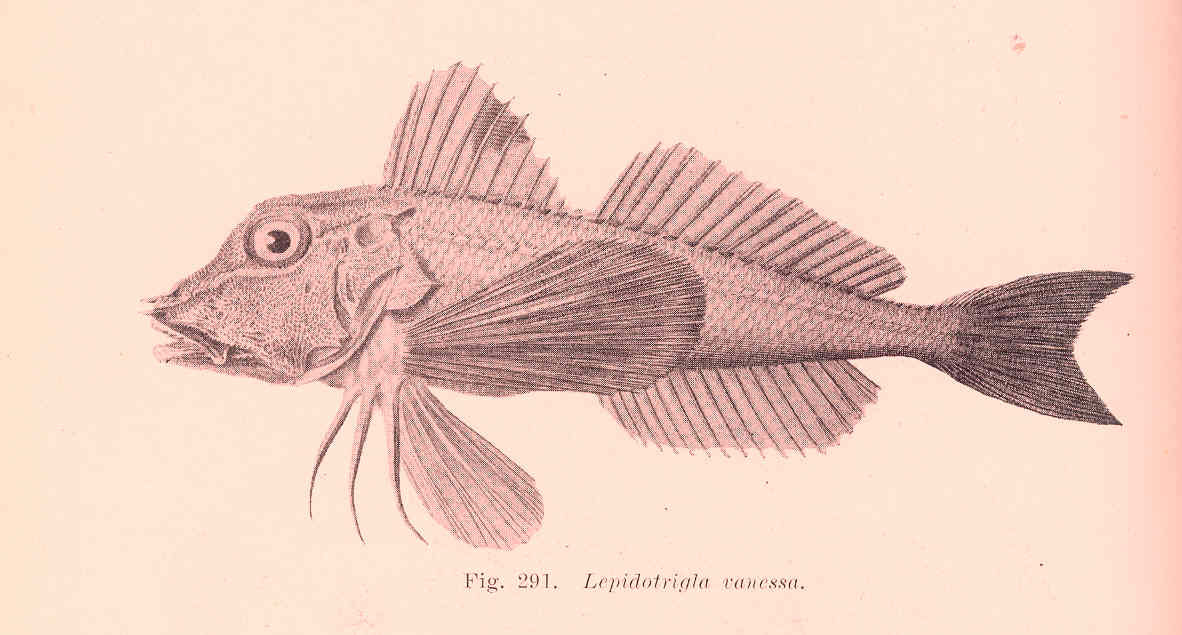
Lepidotrigla vanessa